# Max Joseph Gradl

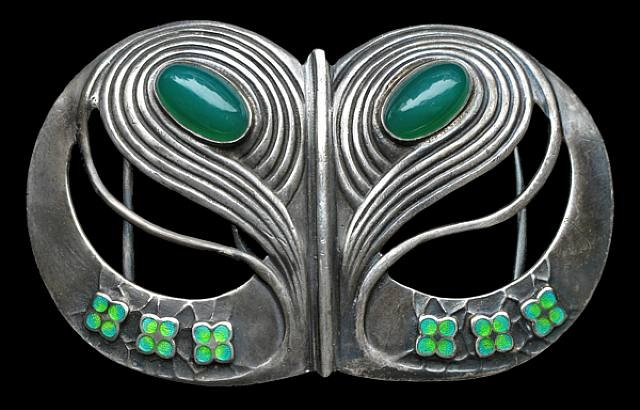
Jugendstil-Schnalle

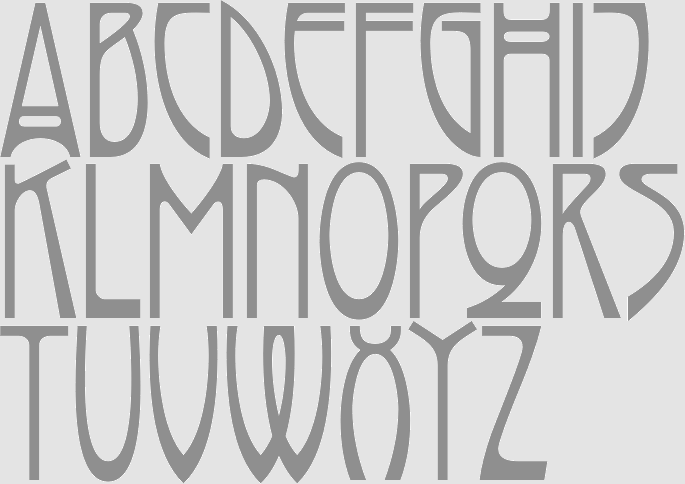
Jugendstil-Schriftsatz, einem Vorbild von Gradl nachempfunden

Max Joseph Gradl, auch Maximilian Josef Gradl, Max Josef Gradl oder irrtümlich Moritz Gradl, (* 10. September 1873 in Dillingen an der Donau; † 10. Februar 1934 in Landsberg am Lech) war ein deutscher Maler, Gebrauchsgrafiker, Architekt sowie Schrift- und Schmuckdesigner des Jugendstils.

## Leben
Gradl studierte von 1888 bis 1892 an der Kunstgewerbeschule München bei Theodor Spieß. Nach dem Studium lebte er von 1901 bis 1910 in Stuttgart, ab 1910 in Schondorf am Ammersee.
Er entwarf ab 1899 Jugendstil-Schmuck für die Bijouteriewarenfabrik von Theodor Fahrner in Pforzheim sowie Jugendstil-Schriftzeichen für verschiedene Schriftgießereien.
Als Architekt entwarf Gradl u. a. Villen in Schondorf und Utting am Ammersee. Gradl war Mitarbeiter des Verlags von Alexander Koch in Darmstadt. Als Gebrauchsgrafiker entwarf er, wie zahlreiche andere Künstler des Jugendstils, Bucheinbände, Buchschmuck, Exlibris, Schriften und Schmuck. In seinen Arbeiten zeigt sich die sanft geschwungene, fließende Linienführung, die für die florale Formensprache des Jugendstils charakteristisch ist, gelegentlich auch figurative Elemente.

## Schriften
- Moderne Bauformen. Eine Sammlung von Details, Interieurs und Façaden für Architekten und Bauhandwerker. Verlag Julius Hoffmann, Stuttgart 1903.
- Decken und Wände für das moderne Haus. (24 Foliotafeln in Farbendruck) Verlag Julius Hoffmann, Stuttgart 1906.